# Hugh Thomas
Hugh Thomas, Baró Thomas de Swynnerton, FRSL (Windsor, 21 d'octubre de 1931 — Londres, 6 de maig de 2017) fou un historiador hispanista anglès.

## Biografia
Va estudiar a la Universitat de Cambridge i a la Sorbona (París). El 1961 es dona a conèixer amb una important obra, referència principal de la vasta bibliografia sobre la Guerra Civil Espanyola: La Guerra Civil Espanyola, publicada per l'editorial Ruedo Ibérico. Aquesta obra obté un gran èxit i és traduïda a diversos idiomes. Més tard ha exercit com a professor en la Reial Acadèmia de Sandhurst i a la Universitat de Reading, combinant aquests treballs amb classes i conferències que impartí en diversos països. El 1981 rebé el títol de Lord (Lord Thomas de Swynnerton).
Al costat d'Ian Gibson i Paul Preston, formà el grup d'hispanistes britànics que es van dedicar a l'estudi de la història recent d'Espanya, especialment a la de la Segona República i la Guerra civil espanyoles, si bé Thomas, després de la publicació de La Guerra civil espanyola, es va centrar, principalment, en l'estudi de la creació i consolidació de l'Imperi ultramarí espanyol durant els segles xvi i xvii.
Hugh Thomas va guanyar el Premi Somerset Maugham (1961), el Premi Nonino (2009), el Premi Boccaccio (2009), el Premi Gabarron (2008) i el Premi Calvo Serer (2009). El 2008 va ser nomenat Comandant de l'orde Nacional del Mèrit francesa; a més de rebre la Gran Creu de l'Orde d'Isabel la Catòlica espanyola i l'orde de l'Àliga Asteca mexicana.

## Obres principals
- The Spanish Civil War (1961); 2a edició revisada (1977); 4a edició revisada (2003).
- Cuba or the Pursuit of Freedom (1971) i edicions revisades el (1998) i (2002)
- Europe: the Radical Challenge (1973)
- An Unfinished History of the World (1979) publicada als USA com A History of the World (1979) i edicions revisades (1981) i (1982).
- Armed Truce (1986)
- Ever Closer Union (1991)
- Conquest: Montezuma, Cortés and the Fall of Old Mexico (1994)
- World History, The Story of Mankind from Prehistory to the Present (1996)
- The Slave Trade: The History of the Atlantic Slave Trade 1440-1870 (1997)
- Rivers of Gold (2003)
- Beaumarchais of Seville (2007)
- The World's Game
- The Oxygen Age
- The Suez Affair sobre la Crisi de Suez de 1956
- Europe: The Radical Challenge: Goya's 'The Third of May' 1808
- A letter from Asturias (2006)